# Leopold I, Duce al Austriei

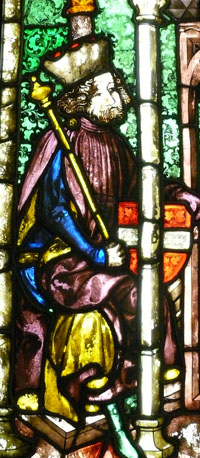
Leopold I al Austriei (vitraliu în Catedrala Sf. Ștefan, Viena)

Leopold I, supranumit cel Glorios (n. 4 august 1293, Viena, Ducatul Austriei⁠(d) – d. 28 februarie 1326, Strasbourg, Sfântul Imperiu Roman), aparținând Casei de Habsburg, a fost duce al Austriei și Stiriei din 1308 până la sfârșitul vieții.

## Biografie
Leopold I a fost cel de-al treilea fiu al regelui german Albert I (d. 1308) și al soției sale, Elisabeta de Gorizia-Tirol. Abia după moartea mamei sale în 1313 a devenit Leopold șeful Casei de Habsburg și a preluat administrarea Austriei Anterioare.
Leopold s-a străduit să se apropie de Casa de Luxemburg. Astfel, l-a însoțit pe regele Henric al VII-lea în incursiunea sa la Roma pentru încoronarea ca împărat roman. Priceperea sa pe câmpul de luptă a fost remarcată în timpul rebeliunii orașului Milano.
După moartea împăratului Henric al VII-lea, Leopold a susținut candidatura fratelui său mai mare, Frederic, la alegerea ca rege german împotriva candidaturii lui Ludovic al IV-lea Bavarezul, când a avut loc o dublă alegere regală: 19 și respectiv 20 octombrie 1314. În lupta împotriva Confederației Elvețiene, Leopold a pierdut Bătălia de la Morgarten pe 15 noiembrie 1315. După înfrângerea suferită bătălia decisivă de la Mühldorf în 1322, Leopold a negociat intens pentru eliberarea fratelui său care fusese capturat. În timpul negocierilor dintre Curia papală și Franța despre o candidatură francezăă la tronul imperial, s-a ajuns la propunerea ca Leopold să deviă vicar imperial. Curând după ce cei doi antiregi aleși în octombrie 1314 s-au împăcat, ceea ce a avut ca urmare reorientarea politicii habsburgice, Leopold a murit pe neașteptate, probabil în urma unui infarct.

## Căsătorie și descendenți

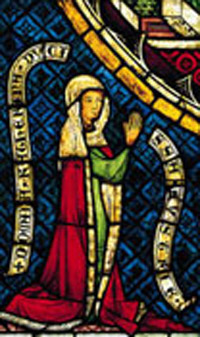
Caterina de Savoia (1284–1336)

La 26 mai 1315, de Rusalii, ducele Leopold s-a căsătorit la Basel cu Caterina de Savoia (n. între 1297 și 1305 – d. 30 septembrie 1336), fiică a contelui Amadeus al V-lea din Casa de Savoia. Căsătoria lui Leopold a fost importantă datorită căsătoriilor încheiate de surorile soției sale:
- Anna de Savoia (n. 1306 – d. 1368, Constantinopol) căsătorită în octombrie 1326 cu împăratul Andronic al III-lea Paleologul (1296–1341) și, prin urmare, împărăteasă a Bizanțului între 1328 și 1341 și apoi regentă până în 1347 pentru fiul ei minor, împăratul Ioan al V-lea Paleologul (1332–1391);
- Beatrice de Savoia (1310–1331) căsătorită pe 8 iunie 1328 cu ducele Henric de Carintia și conte de Tirol, rege al Boemiei și rege titular al Poloniei între 1307 și 1310.

Urmașii lui Leopold și ai Caterinei de Savoia au fost:
- Caterina (n. 28 februarie 1320 – d. 28 septembrie/octombrie 1349 de ciumă)[8] căsătorită cu:
  1. Enguerrand al VI-lea de Coucy⁠(d); fiul ei a fost Enguerrand al VII-lea de Coucy;
  2. contele Conrad de Hardegg.
- Agnes (n. c. 1322 – d. 1392) căsătorită cu ducele Boleslav al II-lea de Schweidnitz (Silezia), din Dinastia Piast.

Leopold a murit pe neașteptate și a fost înmormântat în biserica Mănăstirii Königsfelden. Rămășițele sale au fost mutate în Catedrala Sf. Blasien în 1770, iar după desființarea Mănăstirii Sf. Blasien, au fost mutate în cripta Mănăstirii Sf. Paul din Lavanttal în Carintia.

## Concluzii
Prin rezoluția imperială a lui Franz Joseph I din 28 februarie 1863 Leopold I a fost inclus în lista celor „mai importanți comandanți de război și generali ai Austriei demni de aducere aminte”. Memoriei sale i-a fost dedicată, o statuie în mărime naturală în „Sala comandanților” în „Hofwaffenmuseums” (astăzi „Muzeul de Istorie a Armatei” din Viena). Statuia creată în 1870 a fost sculptată în marmură de Carrara de sculptorul Josef Gasser și a fost dedicată de împăratul Franz Joseph I.